# Violett blåvinge
Violett blåvinge, Agriades optilete, är en fjärilsart som beskrevs av August Wilhelm Knoch 1776. Enligt Artfakta ingår violett blåvinge i släktet Agriades men enligt Catalogue of Life är tillhörigheten istället släktet Vacciniina. Enligt båda källorna tillhör Violett blåvinge familjen juvelvingar, Lycaenidae.

## Beskrivning
Violett blåvinge har ett vingspann mellan 23 och 29 millimeter. Hanen är på ovansidan mörkt blåviolett. Framvingens ytterkant och alla kanter på bakvingen är mörkbruna. Vingarnas ytterkanter och bakvingens bakkant har längst ut vita vingfransar. Honan liknar hanen förutom att de mörkbruna ytterkanterna är mycket bredare och sträcker sig in över nästan halva vingarna. På undersidan är könen lika. Vingarna är här ljust grå till gråbruna mönstrade med små svarta fläckar inringade med vitt. Mot bakhörnet på bakvingen finns en eller ett par orange fläckar. Många andra blåvingar i utbredningsområdet har orange fläckar eller band längs hela ytterkanten.
Larven är grön med rosa till vitrosa sidolinje och mörkgrön rygglinje. Den blir upp till 20 millimeter lång.

## Ekologi
Flygtiden, den period när fjärilen är imago (fullvuxen), infaller i juli till augusti. Under flygtiden parar sig fjärilarna och honan lägger äggen på undersidan av värdväxternas blad. Efter knappt två veckor kläcks larven ur ägget.
Larven äter och växer sig halvstor och därefter övervintrar den. På våren fortsätter den att äta i någon månad innan den förpuppas. Efter två till tre veckor kläcks den fullbildade fjärilen ur puppan och en ny flygtid börjar. Typiska värdväxter för larven är rosling samt växter ur Odonsläktet som tranbär, lingon och odon

## Habitat och utbredning
Den violetta blåvingens habitat, den miljö den lever i, är på hedar och myrmarker. I de nordligaste delarna av utbredningsområdet kan den även finnas på torrare barrskogsmark.
Utbredningsområdet sträcker sig från Alperna och norra Europa österut genom Sibirien och Mongoliet till Japan och Kamtjatka. I Nordamerika finns den från norra Manitoba och Nunavut i Kanada västerut till Alaska.
Arten finns i hela Skandinavien utom Island. Både i Sverige och Finland finns den i lämpliga biotoper i hela landet. Arten har livskraftiga (LC) populationer i både Sverige och i Finland.

## Underarter
Catalogue of Life listar 21 underarter:
- Vacciniina optilete basireducta Lempke, 1955
- Vacciniina optilete clara (Heydemann, 1953)
- Vacciniina optilete cordata (Blom, 1947)
- Vacciniina optilete cosana (Higgins, 1930)
- Vacciniina optilete crassipuncta (Blom, 1947)
- Vacciniina optilete cyparissus (Hübner)
- Vacciniina optilete daisetsuzana (Matsumura, 1926)
- Vacciniina optilete dilutor Lempke, 1955
- Vacciniina optilete inornata (Blom, 1947)
- Vacciniina optilete kamuikotana (Matsumura, 1928)
- Vacciniina optilete kingana (Matsumura, 1949)
- Vacciniina optilete kurilensis (Matsumura, 1927)
- Vacciniina optilete medea Hemming, 1934
- Vacciniina optilete media Verity, 1946
- Vacciniina optilete nemoptilete (Bryk, 1942)
- Vacciniina optilete nigromaculata (Blom, 1947)
- Vacciniina optilete parvipuncta (Blom, 1947)
- Vacciniina optilete shonis (Matsumura, 1927)
- Vacciniina optilete sibirica (Staudinger, 1892)
- Vacciniina optilete uralensis Courvoisier, 1909
- Vacciniina optilete virgularia (Blom, 1947)

## Bildgalleri

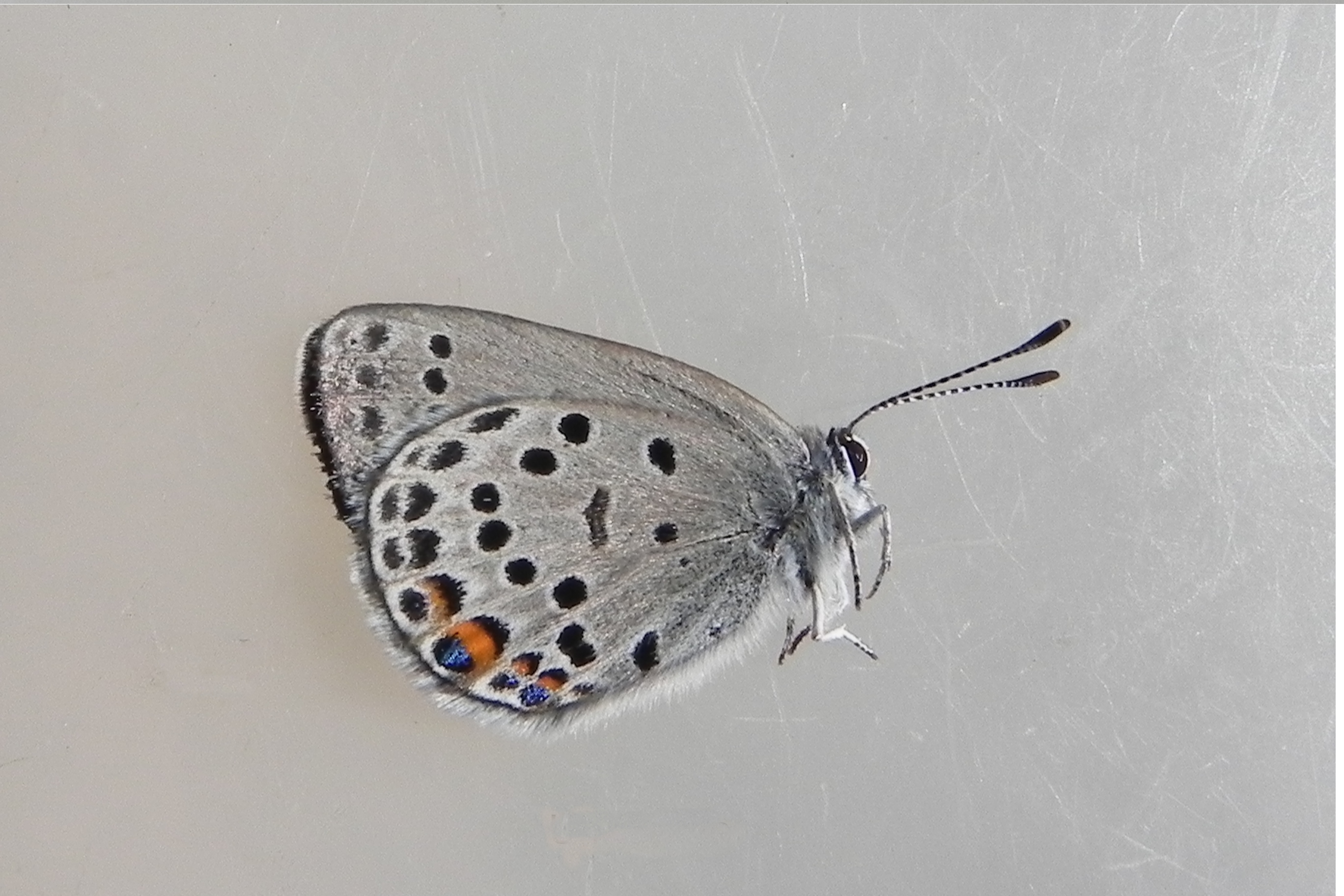
Imago fjäril, undersida
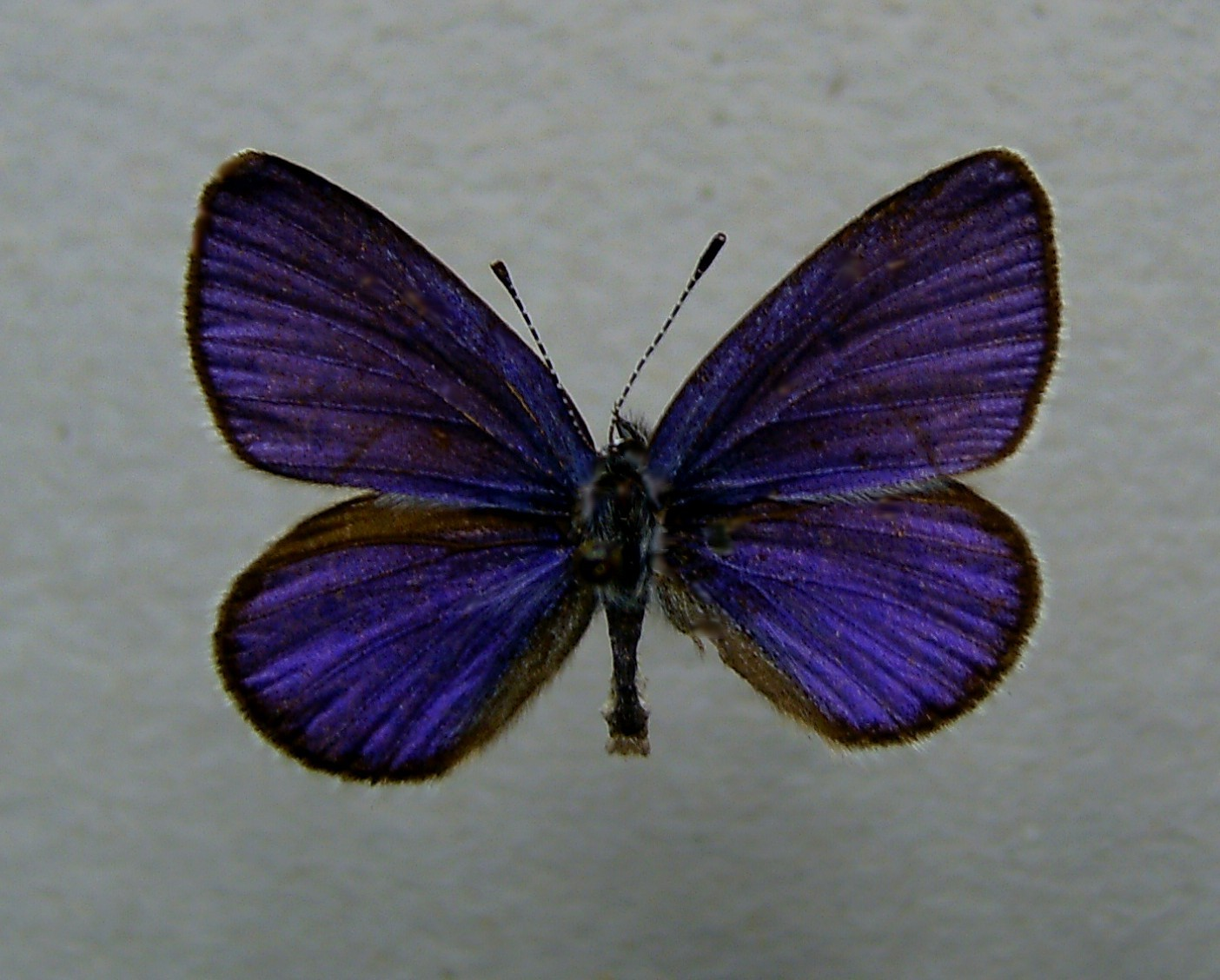
Preparerad (uppnålad) imago fjäril, hane ovansida.
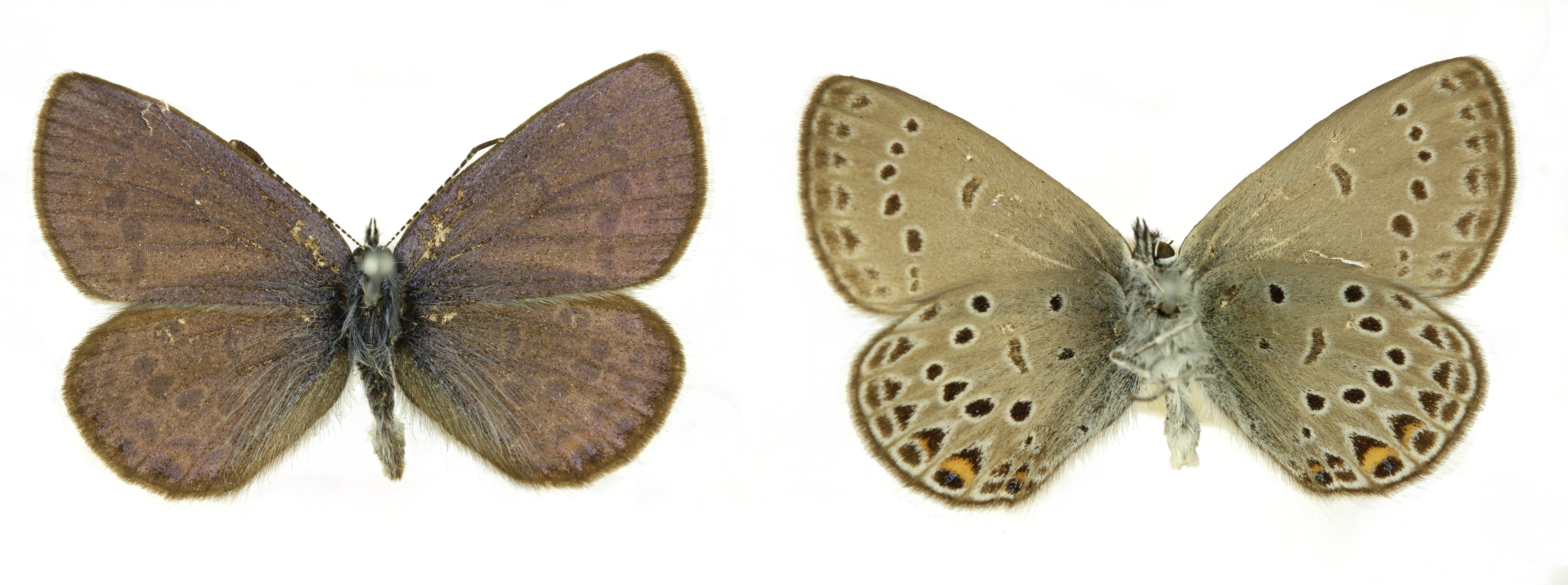
Preparerad (uppnålad) imago fjäril, hona ovan- och undersida.